# Acragas trimaculatus
Acragas trimaculatus là một loài nhện trong họ Salticidae.
Loài này thuộc chi Acragas. Acragas trimaculatus được Cândido Firmino de Mello-Leitão miêu tả năm 1917.